# Narodna knjižnica Čila
Narodna knjižnica Čila (špansko Biblioteca Nacional de Chile) se nahaja na ulici Avenida Libertador General Bernardo O'Higgins v Santiagu v Čilu, v stavbi, ki so jo dokončali leta 1925. Njena zgodovina sicer sega v začetek devetnajstega stoletja, preden je bila preseljena na sedanjo lokacijo.